# Stephanorrhina guttata
Stephanorrhina guttata – gatunek chrząszcza z rodziny poświętnikowatych i podrodziny kruszczycowatych.